# Aspö landskommun, Södermanland
Aspö landskommun var en tidigare kommun i Södermanlands län. 

## Administrativ historik
Kommunen bildades i Aspö socken i Selebo härad i Södermanland när 1862 års kommunalförordningar trädde i kraft. År 1943 tillfördes Oknön från då upplösta Arnö landskommun i Uppsala län. 1950 överfördes ö-delen av Strängnäs landskommun hit.
Vid kommunreformen 1952 utökades den och namnändrades till Tosterö landskommun. Området tillhör sedan 1971 Strängnäs kommun.